# Флорида Пантерс
«Флорида Пантерс» (укр. Пантери Флориди, англ. Florida Panthers) — заснована в 1993 році професіональна хокейна команда, яка розташовується в місті Санрайзі, у штаті Флориді. Команда — член Атлантичного дивізіону, Східної конференції, Національної хокейної ліги.
Домашнє поле для «Флорида Пантерс» — «БанкАтлантік-центр».
У сезоні 2023—24 «Пантерс» вперше виграли Кубок Стенлі.

## Посилання

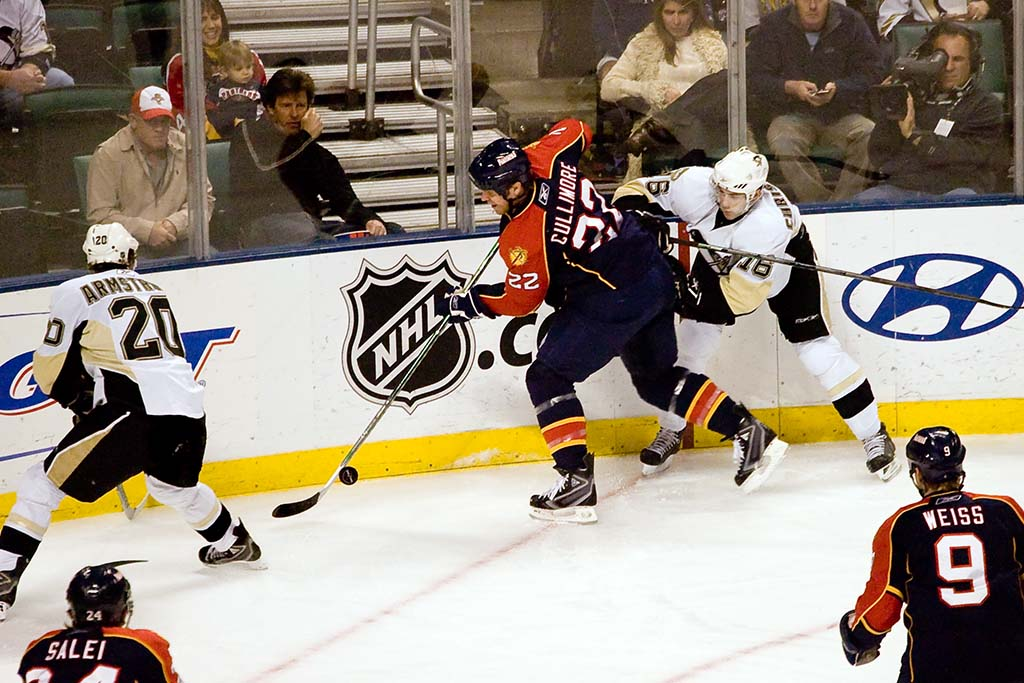
Гравці «Флориди» у матчі проти «Піттсбург Пінгвінс».